# Gergely Tapolczai
Gergely Tapolczai (Budapest, 21 dicembre 1975) è un politico ungherese, membro della comunità sorda.

## Biografia
È il secondo parlamentare sordo al Parlamento dell'Ungheria. Il primo è stato Ádám Kósa

## Carriera

### Attività politica
È membro del partito politico ungherese Fidesz – Magyar Polgári Szövetség, dal 2010, al Parlamento dell'Ungheria. Viene rieletto nel 2014.

### Attività associativa
È stato consigliere dell'European Union of the Deaf, dal 2009 al 2013.